# Pennsylvania
Thịnh vượng chung Pennsylvania (tiếng Anh: Commonwealth of Pennsylvania; IPA: [pɛnsl̩veɪnjə] hoặc [pɛnsl̩veɪniə]) là một tiểu bang nằm ở vùng Đông Bắc , vùng Trung-Đại Tây Dương, vùng Appalachia, và vùng Ngũ Đại Hồ của Hoa Kỳ. Tiểu bang giáp Delaware ở phía Đông Nam, Maryland ở phía Nam, West Virginia ở phía Tây Nam, Ohio và sông Ohio ở phía Tây, hồ Erie và New York ở phía Tây, sông Delaware và New Jersey ở phía Đông, và tỉnh bang Ontario của Canada to ở phía Tây Bắc qua hồ Erie.
Pennsylvania được sáng lập vào năm 1681. Trước đó, một phần của tiểu bang từng là thuộc địa của Đế quốc Thụy Điển. Tỉnh Pennsylvania được biết đến với mối quan hệ tương đối hòa hảo với thổ dân, hệ thống chính quyền tân tiến và lòng bao dung về mặt tôn giáo. Pennsylvania đóng vai trò mấu chốt trong cuộc Cách mạng Mỹ và cũng là nơi diễn ra Đệ nhất Quốc hội Lục địa và Đệ nhị Quốc hội Lục địa. Vào ngày 12 tháng 12 năm 1787, Pennsylvania trở thành tiểu bang thứ hai thông qua Hiến pháp Hoa Kỳ. Trong suốt cuối thế kỷ XIX và thế kỷ XX, nền kinh tế dựa vào sản xuất chế tạo của tiểu bang góp phần lớn phát triển cơ sở hạ tầng của Mỹ.
Pennsylvania là tiểu bang đông thứ 5 của Hoa Kỳ với hơn 13 triệu dân theo Thống kê dân số Hoa Kỳ năm 2020. Tiểu bang này cũng là tiểu bang có diện tích lớn thứ 33 của Hoa Kỳ và có mật độ dân số cao thứ 9 trong số các tiểu bang của Hoa Kỳ.

## Lịch sử
Những người đầu tiên xuất hiên ở mảnh đất ngày nay là Pennsyvalnia là thổ dân châu Mỹ từ gần 20000 năm trước. Đến thể kỷ 17, Người Thụy Điển (Tân Thụy Điển) và Hà Lan (Tân Hà Lan) là những dân khai phá đầu tiên đến từ châu Âu. Năm 1681, một người Anh thuộc tổ chức tôn giáo Quaker tên là William Penn được vua Charles II nhượng cho Tỉnh Pennsylvania, đổi lại món nợ £16.000 với cha ông sẽ được xóa bỏ. Ban đầu Penn định đặt tên "New Wales", bởi vì khung cảnh ở đây làm ông liên tưởng đến xứ Wales. Cái tên này bị phản đối, cho nên Penn sau đó đề nghị "Sylvania", tiếng Latin cho "khu rừng", để thay thế. Charles II sửa lại thành "Pennsylvania" để tôn vinh cha ông. Vì sợ mọi người nghĩ rằng ông đặt tên cho vùng đất theo tên ông, William Penn chống lại ý tưởng đó, nhưng yêu cầu này không được chấp nhận.
Từ năm 1730 cho đến khi bị Quốc hội chính quốc ép ngừng vào năm 1764, thuộc địa Pennsylvania ban hành tiền giấy riêng. Thuộc địa này in các tờ tín dụng (bill of credit), thúc đẩy nền kinh tế phát triển.
Đệ nhất Quốc hội Lục địa và Đệ nhị Quốc hội Lục địa diễn ra ở Philadelphia, nhưng khi quân Anh chiếm được Philadelphia, Quốc hội Lục địa chuyển sang Lancaster rồi sang York. Ở York, Các điều khoản Hợp bang được thông qua, hợp nhất 13 tiểu bang thành liên bang. Sau đó, bản Hiến pháp Hoa Kỳ được phác thảo và ký kết ở Independence Hall. Vào ngày 12 tháng 12 năm 1787, Pennsylvania trở thành tiểu bang thứ hai thông qua Hiến pháp Hoa Kỳ sau Delaware.

## Địa lý
Pennsylvania rộng 274 km từ Bắc xuống Nam và dài 455 km từ Đông sang Tây.
Trong số 13 thuộc địa, Pennsylvania là tiểu bang duy nhất không giáp Đại Tây Dương. Tuy vậy, tiểu bang vẫn giáp hồ Erie và sông Delaware.

## Tham khảo

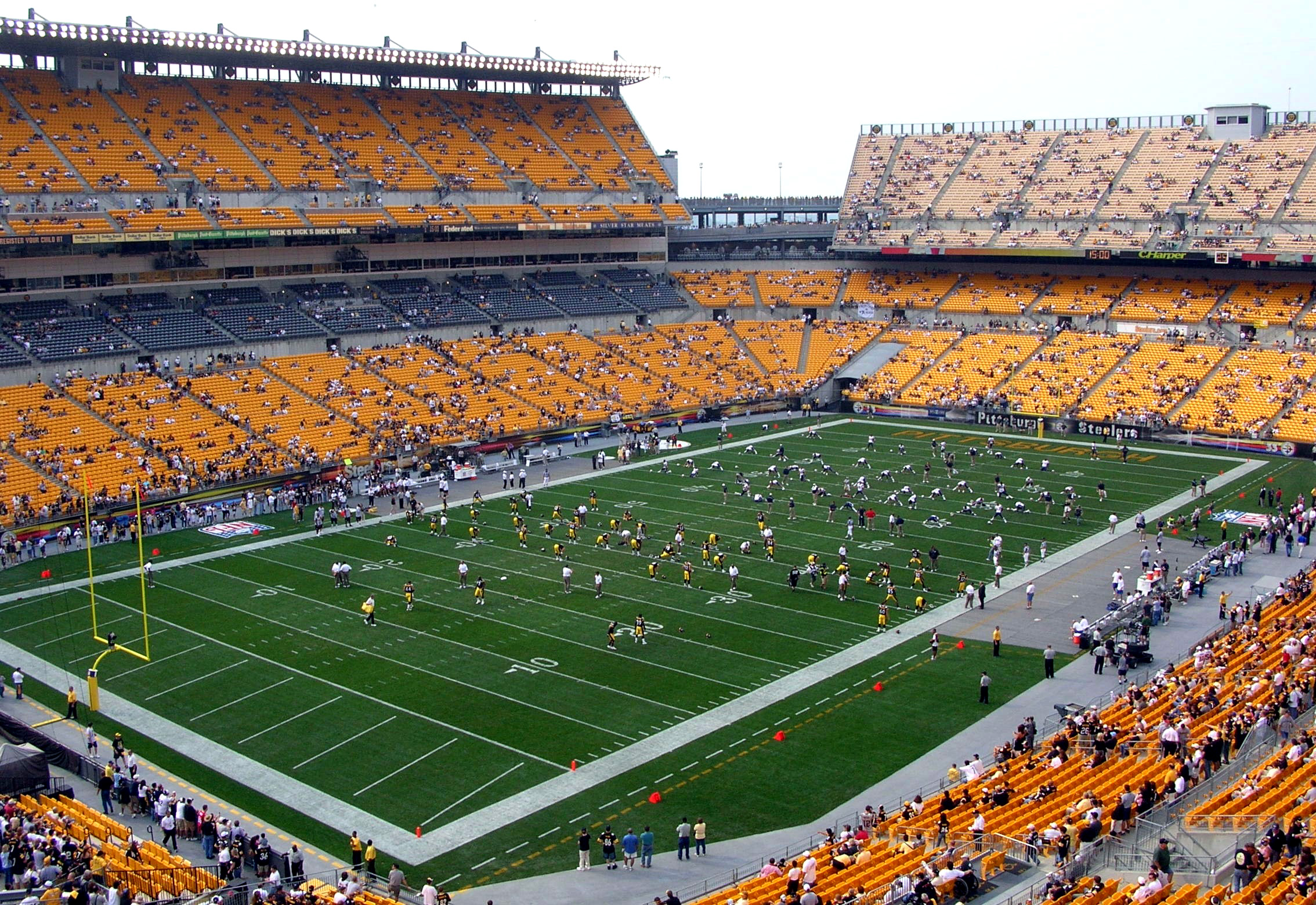
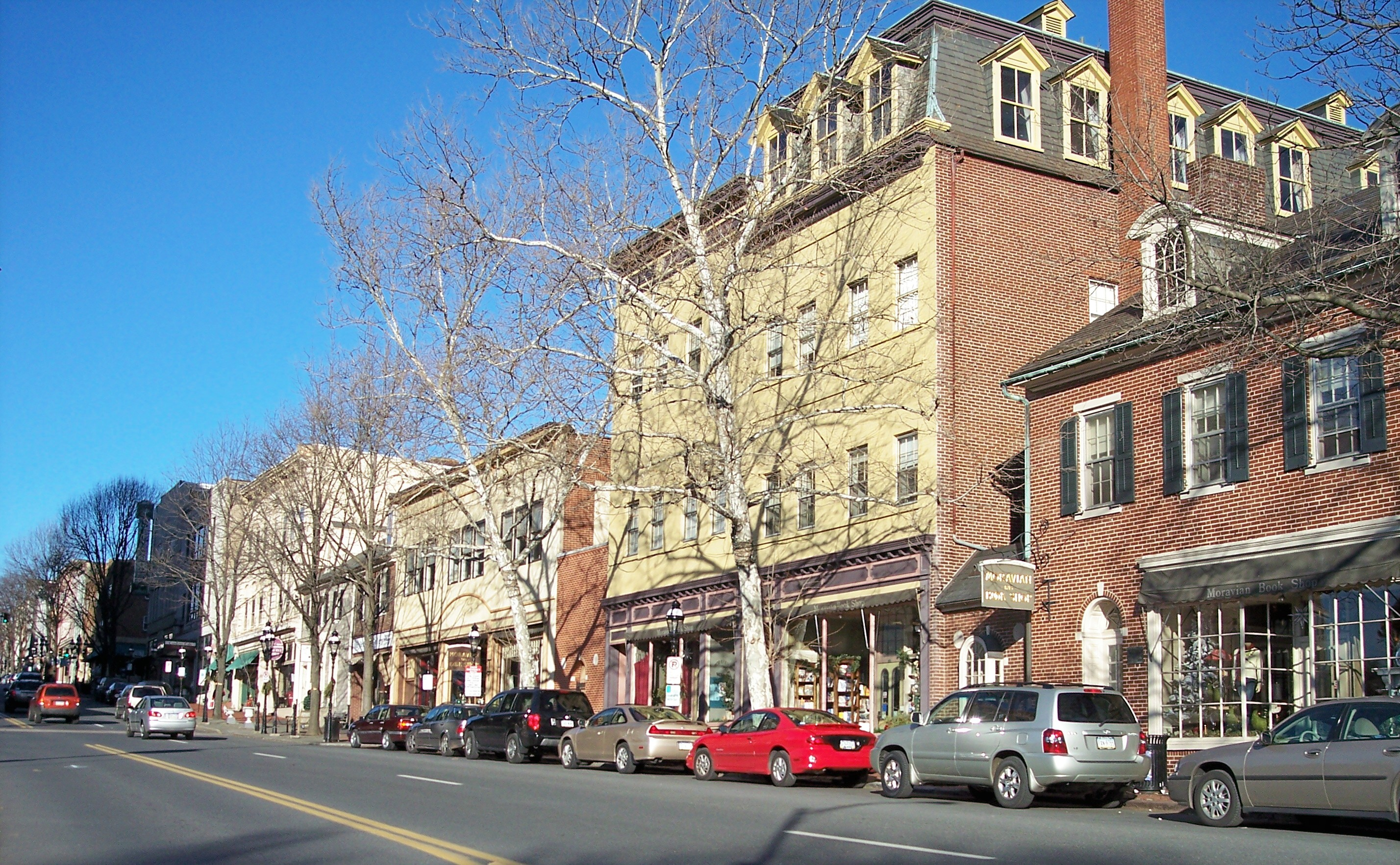
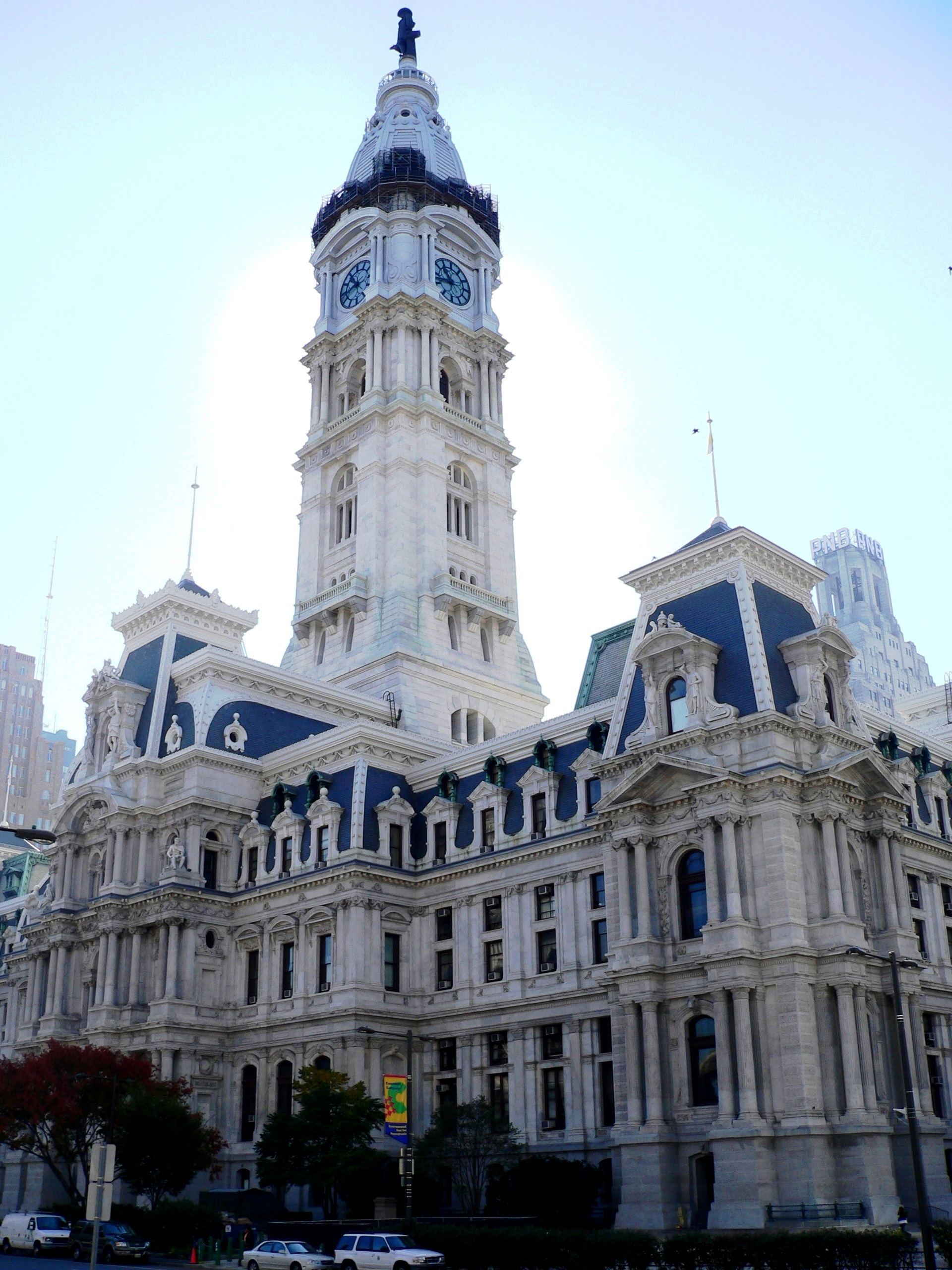